# Чаплино (станция)
Чаплино (укр. Чаплине) — железнодорожная станция Приднепровской железной дороги в посёлке городского типа Чаплино Синельниковского района Днепропетровской области.
Узловая станция на линиях Днепр—Донецк и Чаплино—Бердянск. Имеет 2 платформы, низкие, 1 боковая и 1 островная.
Пригородное сообщение до Днепра, Авдеевки и Полог. До событий 2014 года на Юго-Востоке Украины поезда ходили до станции Ясиноватая. До карантина в 2020 году до Днепра ходило 6 пар (1 сб и вс, и ещё 1 пара до Синельниково). До Полог 1 дизель пара с вагонов плацкарт. Линия Днепр—Донецк электрифицирована постоянным током 3 кВ. На станции имеются мастерские и оборотное депо.
24 августа 2022 года в ходе вторжения России в Украину российскими войсками был нанесён ракетный удар по станции, погибло как минимум 25 человек, не менее 50 ранено.